# حباك كاتانغا
حباك كاتانغا (الاسم العلمي: Ploceus katangae) نوع من الطيور الصغيرة من فصيلة الحباك، متوطن في جمهورية الكونغو الديمقراطية وزامبيا.